# Western Pennsylvania Hockey League
La Western Pennsylvania Hockey League est une ligue de hockey sur glace des États-Unis. La ligue est centrée sur la ville de Pittsburgh dans l'état de la Pennsylvanie et existe entre 1896 et 1910. Entre 1904 et 1907, la ligue suspend ses activités en raison de l'existence de l’International Professional Hockey League.

## Historique de la ligue

### 1896
La première saison se joue dans le Schenley Park Casino, première salle multi-fonctions de la ville de Pittsburgh et quatre équipes jouent des matchs entre le 17 novembre 1896 et le 17 décembre de la même année, date de la destruction du casino par le feu.

#### Classement
| Équipe                           | PJ | V | D | %V     |
| -------------------------------- | -- | - | - | ------ |
| Pittsburgh Athletic Club         | 4  | 3 | 1 | 75,0 % |
| Western University               | 5  | 3 | 2 | 60,0 % |
| Duquesne Country & Athletic Club | 5  | 2 | 3 | 40,0 % |
| Casino de Pittsburgh             | 4  | 1 | 3 | 25,0 % |

#### Résultats des matchs
| no | Date         | Visiteurs            | Score | Domicile             | R      |
| -- | ------------ | -------------------- | ----- | -------------------- | ------ |
| 1  | 17 novembre  | Duquesne C & A       | 2-1   | Casino de Pittsburgh | [ 2 ]  |
| 2  | 20 novembre  | Pittsburgh A. C.     | 3-1   | Western University   | [ 3 ]  |
| 3  | 24 novembre  | Pittsburgh A. C.     | 3-0   | Casino de Pittsburgh | [ 4 ]  |
| 4  | 27 novembre  | Western University   | 3-2   | Duquesne C & A       | [ 5 ]  |
| 5  | 1er décembre | Pittsburgh A. C.     | 2- 1  | Duquesne C & A       | [ 6 ]  |
| 6  | 4 décembre   | Casino de Pittsburgh | 7-1   | Western University   | [ 7 ]  |
| 7  | 8 décembre   | Western University   | 3-2   | Pittsburgh A. C.     | [ 8 ]  |
| 8  | 11 décembre  | Duquesne C & A       | 2-1   | Casino de Pittsburgh | [ 9 ]  |
| 9  | 15 décembre  | Western University   | 4-1   | Duquesne C & A       | [ 10 ] |

### 1898-1899
La deuxième saison de la ligue ne débute qu'en 1989 à la suite de la construction d'une nouvelle patinoire : le Duquesne Gardens. L'équipe du Casino de Pittsburgh ne joue plus et seulement trois équipes participent à cette nouvelle compétition avec finalement la victoire du Pittsburgh Athletic Club.
| Équipe                           | PJ | V | D | N | %V     |
| -------------------------------- | -- | - | - | - | ------ |
| Pittsburgh Athletic Club         | 12 | 9 | 2 | 1 | 81,8 % |
| Duquesne Country & Athletic Club | 12 | 4 | 5 | 3 | 49,1 % |
| Western University               | 12 | 2 | 8 | 2 | 20,0 % |

### 1899-1900
Pour la troisième saison, les Pittsburgh Bankers rejoignent les rangs et participent au championnat.
| Équipe                           | PJ | V  | D  | N |
| -------------------------------- | -- | -- | -- | - |
| Pittsburgh Athletic Club         | 17 | 13 | 4  | 0 |
| Western University               | 18 | 7  | 8  | 3 |
| Pittsburgh Bankers               | 16 | 6  | 8  | 2 |
| Duquesne Country & Athletic Club | 17 | 5  | 11 | 1 |

### 1901
La quatrième saison ne se joue qu'en 1901 avec l'ajout des Pittsburgh Keystones mais l'université de Pittsburgh arrête de participer.
| Équipe                           | PJ | V  | D | N |
| -------------------------------- | -- | -- | - | - |
| Pittsburgh Athletic Club         | 13 | 10 | 1 | 2 |
| Pittsburgh Keystones             | 13 | 6  | 5 | 2 |
| Duquesne Country & Athletic Club | 12 | 4  | 7 | 1 |
| Pittsburgh Bankers               | 12 | 2  | 9 | 1 |

### 1901-1902
L'équipe du Duquesne Country & Athletic Club ne participe pas à la saison 1901-1902.
| Équipe                   | PJ | V | D  | N | BP | BC | Pts | %V     |
| ------------------------ | -- | - | -- | - | -- | -- | --- | ------ |
| Keystones de Pittsburgh  | 14 | 9 | 5  | 0 | 43 | 32 | 18  | 64,3 % |
| Pittsburgh Athletic Club | 14 | 8 | 6  | 0 | 46 | 28 | 16  | 57,1 % |
| Pittsburgh Bankers       | 14 | 4 | 10 | 0 | 27 | 55 | 8   | 28,6 % |

### 1902-1903
Une nouvelle équipe rejoint la ligue pour la saison 1902-1903, les Pittsburgh Victorias alors que la WPHL devient professionnelle. Dans le même temps, dans le Michigan, une équipe se forme : le Portage Lakes Hockey Club. Ils joueront une série de matchs contre les Bankers pour le titre de champion des États-Unis ; l'équipe du Michigan l'emporte deux rencontres à une malgré six buts inscrits contre onze pour les joueurs de Pennsylvanie.
| Équipe                   | PJ | V  | D  | N | BP | BC | Pts | %V     |
| ------------------------ | -- | -- | -- | - | -- | -- | --- | ------ |
| Pittsburgh Bankers       | 14 | 10 | 3  | 1 | 58 | 18 | 19  | 68,9 % |
| Pittsburgh Athletic Club | 13 | 7  | 5  | 1 | 36 | 32 | 15  | 57,7 % |
| Pittsburgh Victorias     | 14 | 7  | 7  | 0 | 47 | 40 | 14  | 50,0 % |
| Pittsburgh Keystones     | 13 | 2  | 11 | 0 | 19 | 71 | 4   | 15,4 % |

### 1903-1904
Malgré les départs de nombreux joueurs des équipes de Pittsburgh comme Bert Morrison, Riley Hern, Billy Shields, Bruce Stuart ou encore Hod Stuart pour rejoindre le Michigan, la ligue de Pittsburgh continue ses activités. Après seulement six matchs joués, les Keystones mettent fin à leur participation et les joueurs de l'équipe sont dispersés dans les autres équipes. Les trois équipes restantes jouent toutes à la fin de la saison contre le Portage Lakes mais aucune ne parvient à remporter les séries de matchs. À la suite de cette saison, une nouvelle ligue est créée entre les différentes villes des États-Unis : l’International Professional Hockey League. Les équipes de Pittsburgh arrêtent donc leur championnat et une nouvelle équipe est formée pour participer à l'IPHL : les Professionals de Pittsburgh.
| Équipe                   | PJ | V  | D  | N | BP | BC | Pts | %V     |
| ------------------------ | -- | -- | -- | - | -- | -- | --- | ------ |
| Pittsburgh Victorias     | 13 | 10 | 3  | 0 | 56 | 23 | 20  | 76,9 % |
| Pittsburgh Bankers       | 15 | 8  | 7  | 0 | 45 | 45 | 16  | 53,3 % |
| Pittsburgh Athletic Club | 14 | 4  | 10 | 0 | 44 | 62 | 8   | 28,6 % |
| Pittsburgh Keystones     | 6  | 2  | 4  | 0 | 15 | 30 | 4   | 33,3 % |

### 1907-1908
En 1907, les équipes du Canada ne sont toujours pas professionnelles mais ne supportent plus de voir tous leurs meilleurs joueurs rejoindre les rangs professionnels de l'IPHL. Ils décident alors de passer également au professionnalisme et la ligue inter-cités des États-Unis est dissoute, faute de joueurs, après seulement trois saisons de jouées. À Pittsburgh, il est décidé de recréer la WPHL avec quatre équipes ; en plus des classiques équipes de l’Athletic Club et des Bankers, la WPHL compte désormais dans ses rangs le Pittsburgh Lyceum et les Pittsburgh Pirates – équipe qui n'a pas d'autre lien que le nom avec les futurs équipes professionnelles sportives de la ville qui se nommeront par la suite Pittsburgh Pirates.
| Équipe                   | PJ | V  | D  | N | BP | BC | Pts | %V     |
| ------------------------ | -- | -- | -- | - | -- | -- | --- | ------ |
| Pittsburgh Bankers       | 19 | 12 | 4  | 3 | 81 | 59 | 24  | 63,2 % |
| Pittsburgh Lyceum        | 17 | 11 | 5  | 1 | 77 | 49 | 22  | 64,7 % |
| Pittsburgh Pirates       | 17 | 5  | 10 | 2 | 59 | 70 | 10  | 29,4 % |
| Pittsburgh Athletic Club | 17 | 3  | 12 | 2 | 41 | 80 | 6   | 17,6 % |

### 1908-1909
Les Pirates sont remplacés au début de la saison par une équipe de la salle, Duquesne Athletic Club, mais le Lyceum met fin à ses activités au cours du championnat, en décembre 1908, après huit rencontres disputées. Il est finalement décider de mettre à fin à la ligue à l'issue de la saison.
| Équipe                   | PJ | V  | D  | N | BP | BC | Pts | %V     |
| ------------------------ | -- | -- | -- | - | -- | -- | --- | ------ |
| Pittsburgh Bankers       | 15 | 12 | 4  | 3 | 81 | 59 | 24  | 80,0 % |
| Duquesne Athletic Club   | 15 | 11 | 5  | 1 | 77 | 49 | 22  | 73,3 % |
| Pittsburgh Athletic Club | 14 | 5  | 10 | 2 | 59 | 70 | 10  | 35,7 % |
| Pittsburgh Lyceum        | 8  | 3  | 12 | 2 | 41 | 80 | 6   | 7,5 %  |

### Traductions
- (en)/(en) Cet article est partiellement ou en totalité issu des articles intitulés en anglais « 1896-97 WPHL season » (voir la liste des auteurs),  « 1898–99 WPHL season » (voir la liste des auteurs) et en anglais « 1899–1900 WPHL season » (voir la liste des auteurs).

- (en)/(en) Cet article est partiellement ou en totalité issu des articles intitulés en anglais « 1901 WPHL season » (voir la liste des auteurs),  « 1902 WPHL season » (voir la liste des auteurs) et en anglais « 1903 WPHL season » (voir la liste des auteurs).

- (en)/(en) Cet article est partiellement ou en totalité issu des articles intitulés en anglais « 1904 WPHL season » (voir la liste des auteurs),  « 1908 WPHL season » (voir la liste des auteurs) et en anglais « 1909 WPHL season » (voir la liste des auteurs).